# 芒崙曼路

途徑韆鞦棚的芒崙曼路

芒崙曼路（皇家轉寫：Thanon Bamrung Mueang，發音：[tʰā.nǒn bām.rūŋ mɯ̄a̯ŋ]），又譯班龍孟路、挽倫曼路、𠵼落咪路，是泰國曼谷的道路，為曼谷繼石龍軍路後開闢的第二條大馬路。泰語路名意爲“改善城鎮路”。
芒崙曼路修建于1863年的四世王統治時期，為東西走向，西起大皇宮，途徑善见寺和韆鞦棚，東至帕東功甲森運河，穿過甲沙素橋與拉瑪一世路相接。芒侖曼路的終點即面對曼谷火車站。
芒崙曼路早期路段两旁都是历史悠久的店面建筑，為南洋常見的帶有五腳基的騎樓，但這條行人道後來被封死。如今芒崙曼路沒有行人道的路段都屬於這一區域。